# Sugar Sugar Honey
『Sugar Sugar Honey』（シュガーシュガーハニー）は、鈴木有布子による日本の漫画作品。『コミックシーモア』内の電子雑誌「恋するソワレ」（シーモアコミックス）にて2021年Vol.6（6月5日発売）から2022年Vol.3（3月5日発売）まで連載された後、同誌の休刊に伴い同名レーベルにて2023年12月23日まで連載された
2024年にTOKYO MXでテレビドラマ放送された。

## 登場人物
梶佑輔（かじ ゆうすけ）
主人公。30歳。男性。ホテルのレストランで働く天才パティシエだが女たらしなのが玉に瑕。瑞月のことをからかいながらも気にしていく
佐原瑞月（さはら みづき）
ヒロイン。28歳。元マラソンランナーのベルスタッフ。ちょっかいを出す佑輔に対して嫌がるも少しずつ好意を持つ。

## 用語解説
HOTEL POLARIS TOKYO（ホテル ポラリス とうきょう）
瑞月らが働くホテル。佑輔の働くレストランがある。
SOLEIL（ソレイル）
佑輔の実家ケーキ屋。父や妹が働いている。

## 書誌情報
- 鈴木有布子 『Sugar Sugar Honey』 ハーパーコリンズ・ジャパン〈プティルコミックス〉、全4巻
  1. 2022年10月15日発売[5]、ISBN 978-4-596-74954-3
  2. 2023年1月18日発売[6]、ISBN 978-4-596-75823-1
  3. 2023年7月18日発売[7]、ISBN 978-4-596-77560-3
  4. 2024年6月18日発売[8]、ISBN 978-4-596-63524-2

## テレビドラマ
2024年2月5日から3月25日まで、TOKYO MXで放送された。主演は長妻怜央と川津明日香。

### キャスト
梶佑輔（かじ ゆうすけ）
演 - 長妻怜央（7ORDER）
佐原瑞月（さはら みづき）
演 - 川津明日香
市丸かなみ（いちまる かなみ）
演 - 三原羽衣
志方真希（しかた まき）
演 - 駒井蓮
藤原沙也香（ふじわら さやか）
演 - 福岡聖菜（AKB48）
倉持光（くらもち ひかる）
演 - 田村心
赤西颯太（あかにし そうた）
演 - 押田岳
深谷志歩（ふかや しほ）
演 - 星野奈緒
鹿間梓（しかま あずさ）
演 - 市川知宏

### スタッフ
- 原作 - 鈴木有布子『Sugar Sugar Honey』（シーモアコミックス）
- 監督 - 加藤綾佳、大神田リキ（4 - 5話）、山口雄也（6話）
- 脚本 - 髙橋幹子
- 音楽 - 宝野聡史
- オープニング主題歌 - all at once「Dolce」（B ZONE）
- エンディング主題歌 - 長妻怜央 ＆ 安井謙太郎 from 7ORDER「aigre-doux」（NIPPON COLUMBIA CO., LTD.）
- プロデューサー - 金子広孝、三木和史
- 制作統括 - 伊達寛
- 制作プロダクション - ダブ
- 製作・著作 - TOKYO MX

### 放送日程
| 話数     | 放送日  |
| -------- | ------- |
| Episode1 | 2月05日 |
| Episode2 | 2月12日 |
| Episode3 | 2月19日 |
| Episode4 | 2月26日 |
| Episode5 | 3月04日 |
| Episode6 | 3月11日 |
| Episode7 | 3月18日 |
| Episode8 | 3月25日 |

### 放送局
| 放送期間               | 放送時間                     | 放送局                 | 対象地域 | 備考   |
| ---------------------- | ---------------------------- | ---------------------- | -------- | ------ |
| 2024年2月5日 - 3月18日 | 月曜 22:00 - 22:30           | TOKYO MX               | 東京都   | 製作局 |
|                        | 火曜 1:00 - 1:30（月曜深夜） | テレビ大阪             | 大阪府   |        |
| 2024年4月17日 - 6月5日 | 木曜 3:00 - 3:30（水曜深夜） | ホームドラマチャンネル | 衛星放送 |        |

### ネット配信
| 配信開始月 | 配信サイト | 配信料金     | 備考       |
| ---------- | ---------- | ------------ | ---------- |
| 2025年5月  | TVer       | 広告付き無料 | 見逃し配信 |
| 2025年5月  | Netflix    | 定額制有料   | 見逃し配信 |

| TOKYO MX ドラマニア!                             | TOKYO MX ドラマニア!                         | TOKYO MX ドラマニア!                                |
| 前番組                                           | 番組名                                       | 次番組                                              |
| ------------------------------------------------ | -------------------------------------------- | --------------------------------------------------- |
| その結婚、正気ですか? （2023年8月7日 - 9月18日） | Sugar Sugar Honey （2024年2月5日 - 3月18日） | きみの継ぐ香りは （2024年11月8日 - 2024年12月27日） |